# フレースヴェルグ
フレースヴェルグ（古ノルド語：Hræsvelgr、「死体を飲みこむ者」の意、フレスベルグとも）とは、北欧神話に登場する、鷲の姿をした巨人である。
『ヴァフスルーズニルの言葉』第37聯 によると、世界のあらゆる風は、フレースヴェルグがおこしたものであるという。またスノッリは『ギュルヴィたぶらかし』の中でこの部分を引用し、フレースヴェルグがいるのは天の北の端であり、また風がおこるのはフレースヴェルグが飛び立とうとして翼を広げるからだ、と補足している。
鷲の姿をしていることや、その名前が「死体を飲みこむ者」を意味することから、『巫女の予言』第50聯 に言及される、ラグナロクのときに死者をその嘴で引き裂くとされている鷲は、このフレースヴェルグであるという説がある。
しばしば、同じく北欧神話に登場する鷹ヴェズルフェルニルや、ヴェズルフェルニルが留まっている名称不明の鷲、雄鶏ヴィゾーヴニルなどと混同される。

## 註
1. ↑  『エッダ 古代北欧歌謡集』p. 50。
2. 1 2  『エッダ 古代北欧歌謡集』に従った。
3. ↑  シーグルズル・ノルダル『巫女の予言 エッダ詩校訂本』菅原邦城訳、東海大学出版会、1993年。ISBN 978-4486012252。p.235。